# Saulius Skvernelis
Saulius Skvernelis, né le 23 juillet 1970 à Kaunas, est un officier de police et homme d'État lituanien.
Diplômé en génie mécanique, il est enseignant à l'Académie de police au milieu des années 1990. Il rejoint ensuite les forces de l'ordre et y occupe plusieurs responsabilités avec le grade de commissaire. Il est nommé directeur général adjoint de la police en 2008, puis directeur général en 2011.
Il devient ministre de l'Intérieur en 2014 dans un gouvernement social-démocrate, mais démissionne au bout de 18 mois pour concourir aux élections législatives sous les couleurs de l'Union lituanienne agraire et des verts (LVŽS), parti centriste dont il n'est pas membre. À l'issue de ce scrutin, il est désigné Premier ministre et forme une coalition avec les sociaux-démocrates. Défait lors des élections de 2020, il s'éloigne progressivement de la LVŽS et fonde son propre parti, l'Union des Démocrates « Pour la Lituanie ». Depuis le 14 novembre 2024, il est le président du Seimas, le parlement lituanien.

## Biographie

### Formation et débuts professionnels
Il accomplit ses études secondaires à Marijampolė dans le sud de la RSS de Lituanie et les achève en 1988. Il s'inscrit alors à l'université technique Gediminas de Vilnius où il étudie le génie mécanique.
Diplômé en 1994, il obtient aussitôt un poste de lecteur universitaire assistant au département de droit et de tactiques professionnelles de l'Académie lituanienne de police.

### Débuts dans la police
Après une carrière universitaire de quatre ans, il décide de rejoindre les forces de police. En 1998 il devient donc commissaire de l'unité de police routière de la municipalité du district de Trakai. Il reste en poste un an, puisqu'il est nommé en 1999 commissaire de la division d'organisation du service de la police routière à la direction centrale de la police lituanienne.

### Cadre puis chef
Il poursuit son ascension professionnelle en 2001 avec sa désignation aux fonctions de chef du service de supervision routière de la police. Il est promu chef du service de protection des hautes personnalités en 2003, puis commissaire des patrouilles de la route deux ans plus tard. Cette même année 2005, il obtient une maîtrise en droit à l'université Mykolas Romeris.
En 2008, il devient directeur général adjoint de la police lituanienne. Il abandonne cette responsabilité trois ans plus tard pour exercer celle de directeur général de la police.

### Bref ministre de l'Intérieur
Le 11 novembre 2014, il est nommé à 44 ans ministre de l'Intérieur dans le gouvernement de coalition du Premier ministre social-démocrate Algirdas Butkevičius. Il remet sa démission moins de deux ans plus tard, le 14 avril 2016.

### Premier ministre

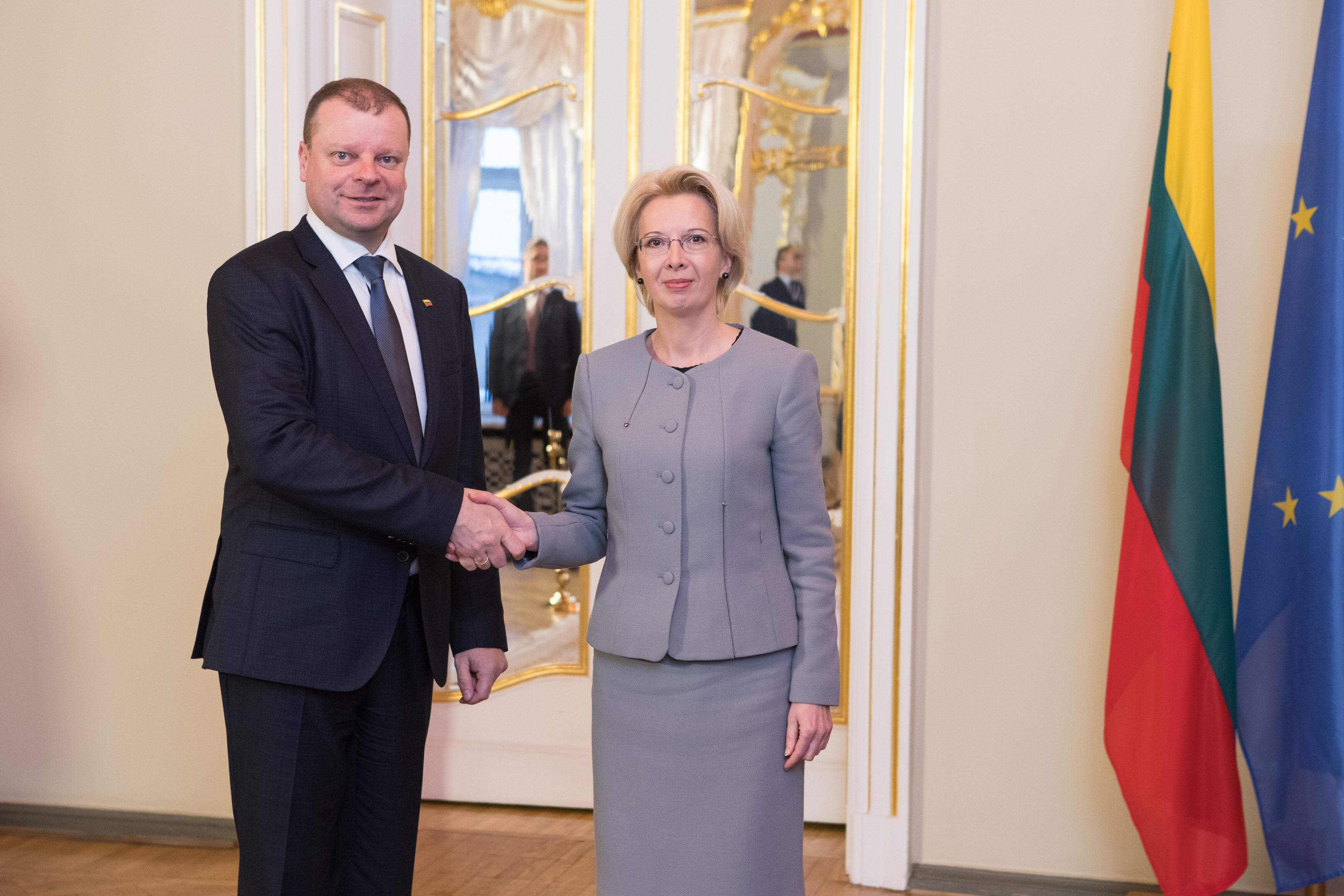
Saulius Skvernelis reçu le 12 janvier 2017 à Riga par la présidente de la Saeima lettonne Ināra Mūrniece.

Six mois plus tard, il est candidat aux élections législatives des 9 et 23 octobre 2016 comme chef de file de l'Union lituanienne agraire et des verts (LVŽS), dont il n'est pas membre. Le parti ayant remporté 54 députés sur 141, Saulius Skvernelis est chargé dès le 24 octobre par la présidente de la République Dalia Grybauskaitė de former le prochain gouvernement.
Le 22 novembre, Saulius Skvernelis est nommé à 46 ans Premier ministre par le Seimas. La liste des 14 ministres est dévoilée par la présidente de la République Dalia Grybauskaitė sept jours plus tard et Skvernelis présente officiellement son programme le 6 décembre suivant aux députés. Lors d'un vote le 13 décembre, le Seimas accorde sa confiance au gouvernement par 86 voix pour, trois contre et 40 abstentions. Outre son partenaire de coalition, Skvernelis reçoit l'appui de l'Action électorale polonaise de Lituanie (LLRA), de trois députés d'Ordre et justice (TT) et d'un indépendant. 
Son gouvernement présente en janvier 2020 un projet de loi intitulé  « L’État lituanien, qui a été occupé de 1940 à 1990, n’a pas participé à la Shoah ». Le texte dispose que « ni la Lituanie ni ses dirigeants n’ont participé au génocide ». Le texte est vivement critiqué par des historiens et survivants du génocide en raison de la participation de fascistes lituaniens au génocide.

### Échec à la présidentielle
Candidat de la LVŽS à l'élection présidentielle du 12 mai 2019, Skvernelis échoue à se qualifier au second tour. Il annonce dans la foulée qu'il a l'intention de démissionner, déclarant que « mon échec à parvenir au second tour reflète l'estimation portée sur moi en tant qu'homme politique ». Il précise sa volonté de remettre sa démission le 12 juillet suivant, date à laquelle prendra fin le mandat de la présidente Grybauskaitė, ce qui permettra au nouveau chef de l'État de désigner son successeur.
Le 9 juin, il annonce revenir sur son engagement de démissionner.

### Retour dans l'opposition
La LVŽS perd les élections législatives d'octobre 2020. Saulius Skvernelis entre alors dans l'opposition.
En septembre 2021, Saulius Skvernelis quitte le groupe de la LVŽS au parlement, en critiquant la politique de division menée par le parti depuis sa défaite aux élections de 2020. Il est suivi par 12 députés, principalement issus de la LVŽS, et forme le groupe « Démocrates – Pour la Lituanie » qui souhaite représenter une opposition constructive au gouvernement. Le 29 janvier 2022, il est élu à la tête du nouveau parti l'Union des Démocrates « Pour la Lituanie » (DSVL) par 622 voix sur 742.
À la suite des élections législatives de 2024, il est élu à la présidence du parlement lituanien, le Seimas, le 14 novembre 2024.

### Vie privée
Il est marié à Silvija Skvernelė et père de deux enfants.